# Abu-Hafz Soghdi
Abou-Hafz Soghdi est un musicien iranien, l'inventeur du shahroud (une sorte de harpe), Abou-Hafz Soghdi Samarghandi, vécut au début du IXe siècle. C'est à lui que le premier poème persan est attribué.
La gazelle sauvage, comment serait-elle dans la plaine ?
Elle n'a pas d'ami, comment courait-elle dans la plaine ?